# Maria Donati
Pour les articles homonymes, voir Donati.
Maria Donati, née à Rome le 2 décembre 1898 et morte à Mexico le 4 décembre 1966, est une actrice italienne active de 1932 à 1958.

## Filmographie partielle
- 1937 : Gli ultimi giorni di Pompeo de Mario Mattoli
- 1945 : La vie recommence ( La vita ricomincia) de Mario Mattoli
- 1947 : L'Honorable Angelina  (L'onorevole Angelina) de Luigi Zampa